# دانشگاه واشینگتن در سنت لوئیس

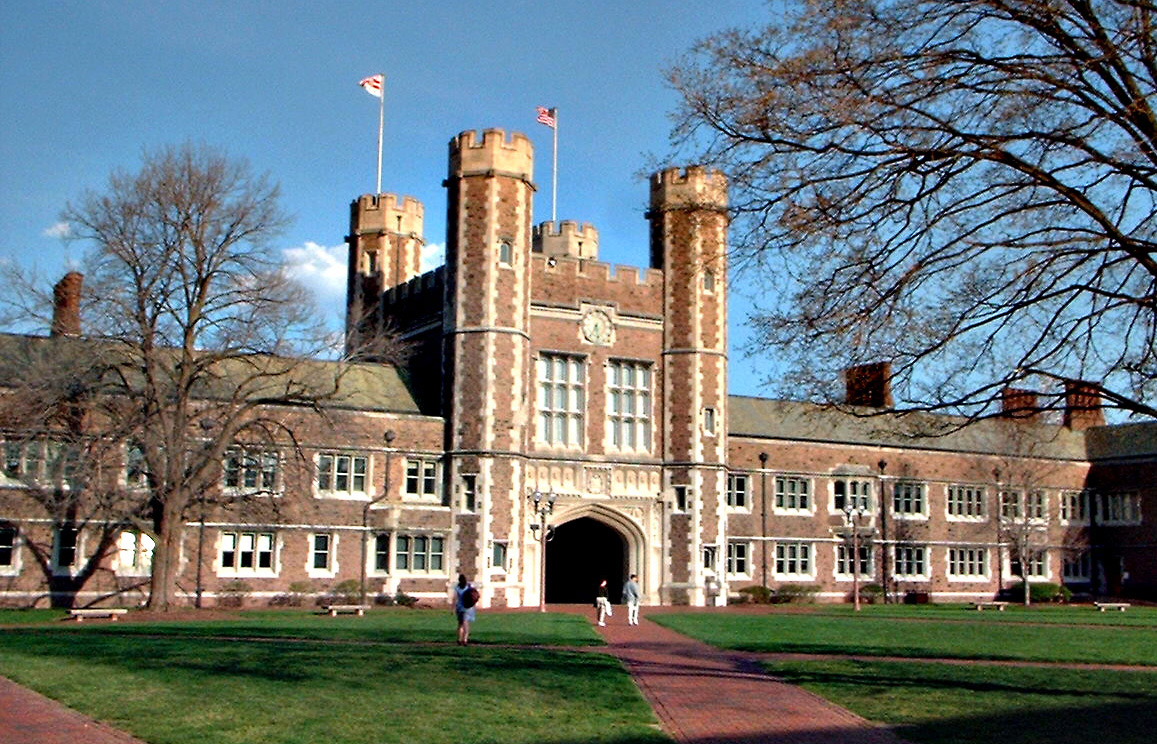
ورودی اصلی محوطه دانشگاه

دانشگاه واشینگتن در سنت‌لوئیس (به انگلیسی: Washington University in St. Louis) یک دانشگاه تحقیقاتی خصوصی در شهر سنت‌لوئیس واقع در ایالت میزوری آمریکا است که در سال ۱۸۵۳ میلادی بنیان‌گذاری شده‌است.

## مؤسسات
- موزه هنر میلدرد لین کمپر متعلق به این دانشگاه است.
- بیمارستان بارنز-جوییش بیمارستان معروف آموزشی علوم پزشکی این دانشگاه است.

## مشاهیر
آرتور هالی کامپتون بین سال‌های ۱۹۴۶ تا ۱۹۵۳ ریاست دانشکده فیزیک دانشگاه واشینگتن در سنت‌لوئیس را برعهده داشت.